# ケイト・アプトン
ケイト・アプトン（Kate Upton、本名：キャサリン・エリザベス・アプトン（Katherine Elizabeth Upton）、1992年6月10日 - ）は、アメリカ合衆国のモデル、女優。
夫は、プロ野球選手のジャスティン・バーランダー。
2011年にスポーツ専門誌『スポーツ・イラストレイテッド』の水着特集号に初登場してルーキー・オブ・ザ・イヤーに選ばれたうえ、2012年の水着特集号の表紙モデルに抜擢されたことで知られている。

## 人物・来歴
ミシガン州セントジョセフ郡で生まれ、フロリダ州メルボルンで育ち、ホーリー・トリニティ・エピスコパル・アカデミーで学んだ。共和党の下院議員フレッド・アプトンはおじにあたる。曽祖父のフレデリック・アプトンはワールプール・コーポレーションの共同創設者である。
アメリカン・ペイント・ホース協会 (APHA) の年少騎手として、全国レベルの成績を残している。愛馬ローニー・ポニーと共にAPHAリザーブ（年齢制限）・ワールド・チャンピオンシップの3大会（13歳以下ウェスターン・ライディング、13歳以下ホースマンシップ、14-18歳ウェスターン・ライディング）で勝利を収めた。13歳以下オールラウンド・チャンピオンになり、トータルで4つのリザーブ・ワールド・チャンピオンシップを手にしたうえ、APHAユース・トップ20で総合3位となっている。2頭目の愛馬ジップドと共に、2009年の14-18歳ウェスターン・ライディングに勝利し、14-18歳ホースマンシップと14-18歳ウェスターン・プレジャーでトップ5に食い込んだ。

### 私生活
2017年11月、ジャスティン・バーランダーと結婚式を挙げた。
2018年11月、第1子となる女児を出産。

## 経歴
2008年、エリート・モデル・マネジメントがマイアミで主催したキャスティング・コールに参加し、同日中に契約となった。その後はニューヨークに移り、最大手のモデルマネージメント会社IMGモデルと契約した。
最初は衣料品店「ガレージ」、次いでアパレルブランド「ドゥニー&バーク」のモデルを務めた。2010年から2011年にかけては、アパレルブランド「ゲス」の看板モデルを務めた。2011年、『スポーツ・イラストレイテッド』の水着特集号に登場してボディペインティングのセクションに掲載され、ルーキー・オブ・ザ・イヤーと称された。さらにビーチ・バニー・スイムウェアのモデルを続け、雑誌『コンプレックス』を彩り、男性誌『エスクァイア』に「夏の恋人」として登場した。
2011年4月、ロサンゼルス・クリッパーズの試合で、アプトンが観客席にてドギーダンスを踊る動画がインターネット上で話題になり、彼女の人気を高めることとなった。2012年4月30日にはテリー・リチャードソンが監督した動画でリジェクツの曲「キャットダディ」に合わせて同名のダンスを踊るビキニ姿のアプトンが話題を呼び、24時間で約75万人が鑑賞した。この動画により、アプトンはリジェクツの次作ミュージック・ビデオにカメオ出演を果たした。
2011年6月、コメディ・セントラルの番組『トッシュ・ポイント・オー』に出演、日本のバラエティ番組を模した「ナイフ・オア・バナナ」というコーナーに登場し、バナナで胸を突き刺された。2011年7月、アリゾナ州フェニックスのチェイス・フィールドで行なわれた「タコベル・オールスター・レジェンズ・アンド・セレブリティ・ソフトボール・ゲーム」（本塁打競争前の日中に開催されるメジャーリーグベースボール（MLB）OBのオールスターと有名人たちによる、非公式のソフトボール大会）に出場した。
女優としてのデビューは2011年の映画『ペントハウス』であり、ハイタワーの愛人を演じた。2012年にはファレリー兄弟による『三ばか大将』のリメイク映画にシスター・バーニス役で出演した。
2012年、『スポーツ・イラストレイテッド』の水着特集号の表紙を飾ることが、同年2月13日放送の『レイト・ショー・ウィズ・デイヴィッド・レターマン』で明らかにされた。2月18日、NBC『サタデー・ナイト・ライブ』内のコント「ホワット・アップ・ウィズ・ザット」にゲスト出演した。
2014年8月31日、バーランダーとともに2014年iCloudからの著名人プライベート写真大量流出事件の被害者となった。アプトンの弁護士、ローレンス・シャイアは「これは、我々のクライアントであるアプトンのプライバシーを甚だしく侵害する行為である」として、犯人が誰かを追及していく構えを示した。

## 出演

### 映画
- 2011年: 『ペントハウス』(Tower Heist)
- 2012年: 『新・三バカ大将 ザ・ムービー』(The Three Stooges)
- 2014年: 『ダメ男に復讐する方法』(The Other Woman)
- 2017年: 『ふたりのトランジット』(The Layover)

### テレビ
- 2011年: 『トッシュ・ポイント・オー』（Tosh.0 第3シーズン第14回）
- 2012年: 『サタデー・ナイト・ライブ』（Saturday Night Live 第37シーズン第15回）